# Ruki Tobita
Ruki Tobita (飛田 流輝, Tobita Ruki), né le 7 mai 1999 à Kawaguchi, est un snowboardeur japonais. 

## Palmarès

### Coupe du monde
- 1 petit globe de cristal :
  - Vainqueur du classement slopestyle en 2020.
- 4 podiums.